# Șilka

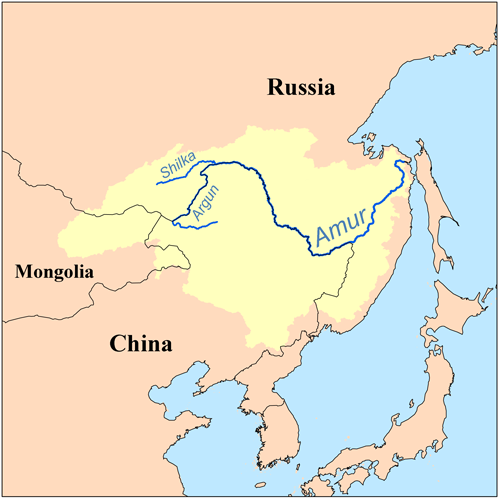
Localizare râului Șilka în bazinul Amur

Șilka este cel de-al doilea izvor al Amurului, ce își are originea, prin afluentul său Onon, pe versanții munților Khentii, ca și Kerulen. Lungimea totală până la confluența cu Argun este de 1.373 km, iar suprafața însumată a bazinului este de 337 000 km².

## Legături externe
Materiale media legate de Șilka la Wikimedia Commons